# مغني الجاز
مغني الجاز (بالإنجليزية: The Jazz Singer)‏ هو فيلمٌ موسيقيٌّ أمريكيٌّ صدر في 1927. وهو يُعدّ أول فيلمٍ طويلٍ مع حوارٍ متسلسلٍ متزامن، كان صدوره بدايةً جديدةً في صناعة السينما، وبدأت بذلك فترة انحسار السينما الصامتة. الفيلم من إخراج آلان كروسلاند ومن إنتاج وارنر برذرز.

## الجوائز والترشيحات
فاز داريل فرانسيس زانوك بجائزة الأوسكار الخاصة لإنتاجه الفيلم، ورُشّح أيضًا لنيل جائزة الأوسكار لأفضل كتابة (سيناريو مقتبس) وجائزة أفضل مؤثرات هندسيّة. في سنة 1996، تم اختيار الفيلم من قِبل مكتبة الكونغرس لحفظه في سجلات الأفلام الوطنية للولايات المتحدة كونه «ثقافياً، وتاريخيّاً أو ذا مغزىً جميلاً».

## الميزانية والإيرادات
بلغت تكلفة إنتاج الفيلم حوالي 422,000 دولار بينما حقق أرباحا تقدر بـ 3.9 مليون دولار في الولايات المتحدة.

## وصلات خارجية
- مغني الجاز على موقع IMDb (الإنجليزية)
- مغني الجاز على موقع ميتاكريتيك (الإنجليزية)
- مغني الجاز على موقع الموسوعة البريطانية (الإنجليزية)
- مغني الجاز على موقع روتن توميتوز (الإنجليزية)
- مغني الجاز على موقع نتفليكس (الإنجليزية)
- مغني الجاز على موقع ألو سيني (الفرنسية)
- مغني الجاز على موقع Turner Classic Movies (الإنجليزية)
- مغني الجاز على موقع أول موفي (الإنجليزية)
- مغني الجاز على موقع فيلمافينيتي (الإسبانية)
- مغني الجاز على موقع قاعدة بيانات الأفلام السويدية (السويدية)